# Pustoszka
Pustoszka (ros. Пустошка) – miasto w Rosji, w obwodzie pskowskim, stolica rejonu pustoszkowskiego. W 2010 roku liczyło 4619 mieszkańców.

## Historia
W XIX w. wśród kilku niewielkich miejscowości położonych w obrębie współczesnego miasta, istniała osada Pustoszka, licząca 2 gospodarstwa. Pod koniec XIX w. na polach odkupionych od chłopów ze wsi Zwiagi, zbudowano stację kolejową Pustoszka, położoną na kolei moskiewsko-windawskiej.
Po otwarciu linii w 1901 wokół stacji zaczęli osiedlać się ludzie, tworząc osadę o tej samej nazwie co stacja. Rozwój Pustoszki następował szybko – już w 1920 została ona siedzibą władz wołości, w 1925 uzyskała prawa miejskie, a 1 sierpnia 1927 została stolicą rejonu.
Podczas II wojny światowej Niemcy utworzyli tu getto żydowskie. Od lutego do początku marca 1942 ok. 1000 Żydów zostało tu zamordowanych.

## Transport
Znajduje się tu stacja kolejowa Pustoszka, położona na linii Moskwa - Siebież - Ryga.
Przecinają się tu droga magistralna M9, łącząca Moskwę z granicą z Łotwą i dalej z Rygą oraz droga federalna R23, łącząca Petersburg z granicą z Białorusią i dalej z Kijowem i Odessą.